# 非洲黑蛎鹬
非洲黑蛎鹬（学名：Haematopus moquini）是一种蛎鹬属的涉禽，分布于非洲南部沿海地区与周边岛屿，主要以贝类为食。非洲黑蛎鹬通体漆黑，但腿部与喙部为红色。该鸟会在建立自己的领域后繁殖，一般一窝内有2枚卵，亲鸟会照顾幼鸟至离巢，其寿命可达18岁。目前，非洲黑蛎鹬數量正在上升，IUCN评为“无危”。

## 物种命名
非洲黑蛎鹬由法国博物学家夏尔·吕西安·波拿巴于1856年正式命名。他以“moquini”作为种加词来纪念该鸟的发现者、同为法国博物学家的阿尔佛雷德·莫坎-唐顿。

## 外貌描述

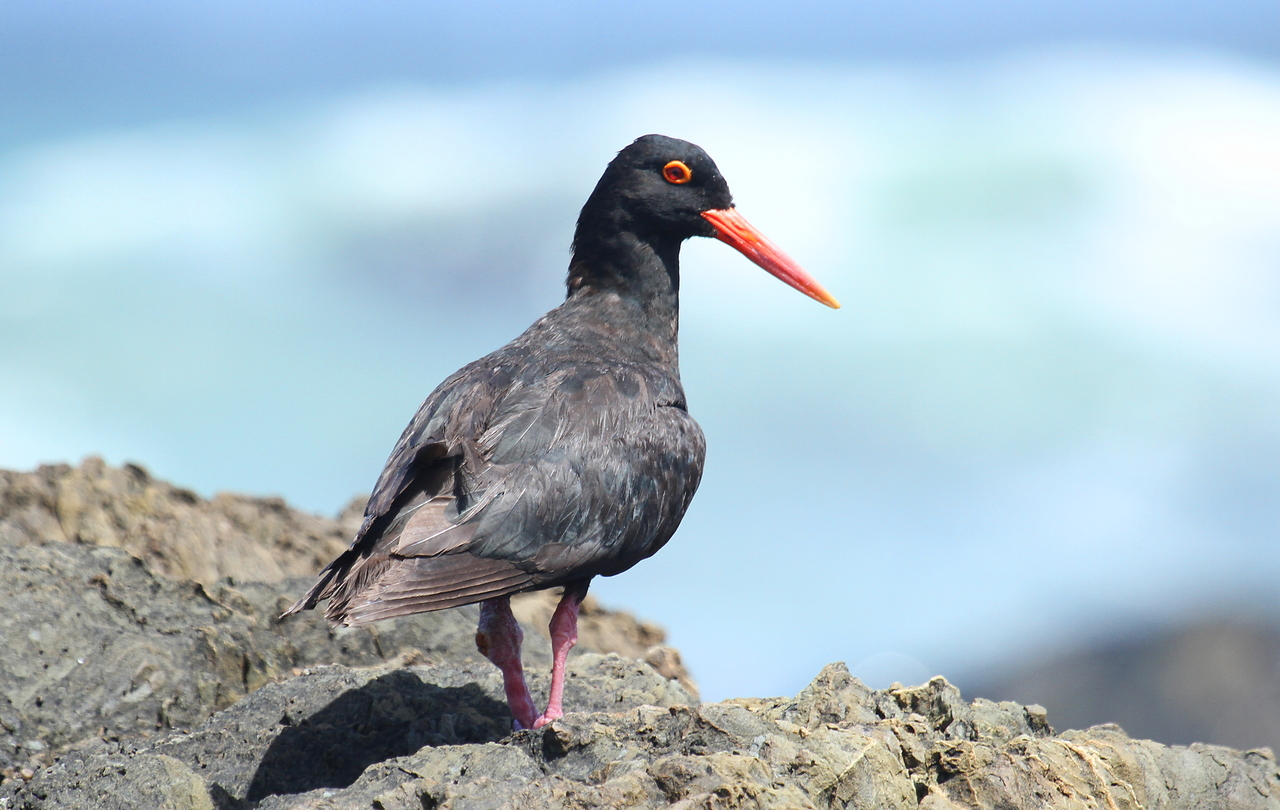
南非西开普省海边的一只非洲黑蛎鹬

非洲黑蛎鹬是一种较大的鸻类，体长42—5厘米，翼展80—88厘米，跗跖骨长50.6—60.8毫米，喙长57.7—79.1厘米；雄鸟平均重665克，雌鸟则是730克。该鸟的成年个体全身披有黑色的羽毛，腿部与喙部为红色。雌性非洲黑蛎鹬喙部相比雄性较长。幼鸟的羽毛柔软，为灰色，腿与喙亦不是标志性的红色。该鸟十分嘈杂，同欧亚蛎鹬一样会大声尖叫 。

## 物种分布
非洲黑蛎鹬主要分布于纳米比亚与南非沿海以及附近的岛礁，而在安哥拉和莫桑比克则偶有迷鸟出没。此外，约有40%的幼鸟会在离巢后迁徙至纳米比亚北部或安哥拉南部的栖息地直至2—3岁左右返回其孵化地。其繁殖范围西至纳米比亚的吕德里茨，东至南非东开普省的马泽帕湾。

## 生态与习性

### 栖息地
非洲黑蛎鹬几乎只生活于岩滩、沙滩、潟湖、河口湾等沿海环境，尤其偏好潮间带面积较大的栖息地。非洲黑蛎鹬几乎不会在地形陡峭处或是潮间带狭小的岩滩处生活。

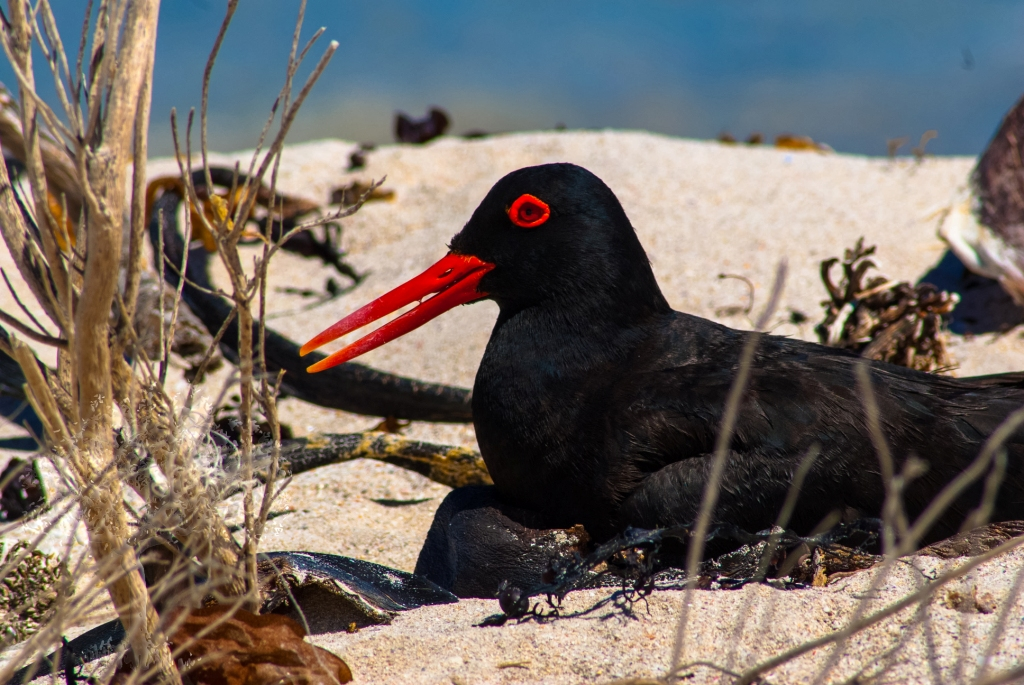
孵蛋中的非洲黑蛎鹬

### 生命周期
非洲黑蛎鹬多于离岸岛屿或是非洲大陆的沙滩繁殖，其中于岛屿繁殖的个体存活率较高。在繁殖期间，非洲黑蛎鹬会有领域意识。其领域一般宽5—20米，而长度则取决于食物多寡，一般长达1千米，但可短至50米。大部分配偶每次会产下2枚卵。雏鸟平均会在32天后破壳而出，并在40天大时拥有飞行能力。亲鸟会一直投喂幼鸟直至其在50—180天大时离巢为止。同巢的雏鸟几乎同时破壳而出，彼时大小相仿，但在数周后就会有一只明显大于其他雏鸟。较大的幼鸟会更早离巢，使得较小的雏鸟有更高的存活率。雌性非洲黑蛎鹬在3岁时性成熟，雄鸟则是4岁。然而，它们在建立自己的领域前不会繁殖，故许多个体会在其性成熟后数年才首次交配。非洲黑蛎鹬的寿命可达18岁。

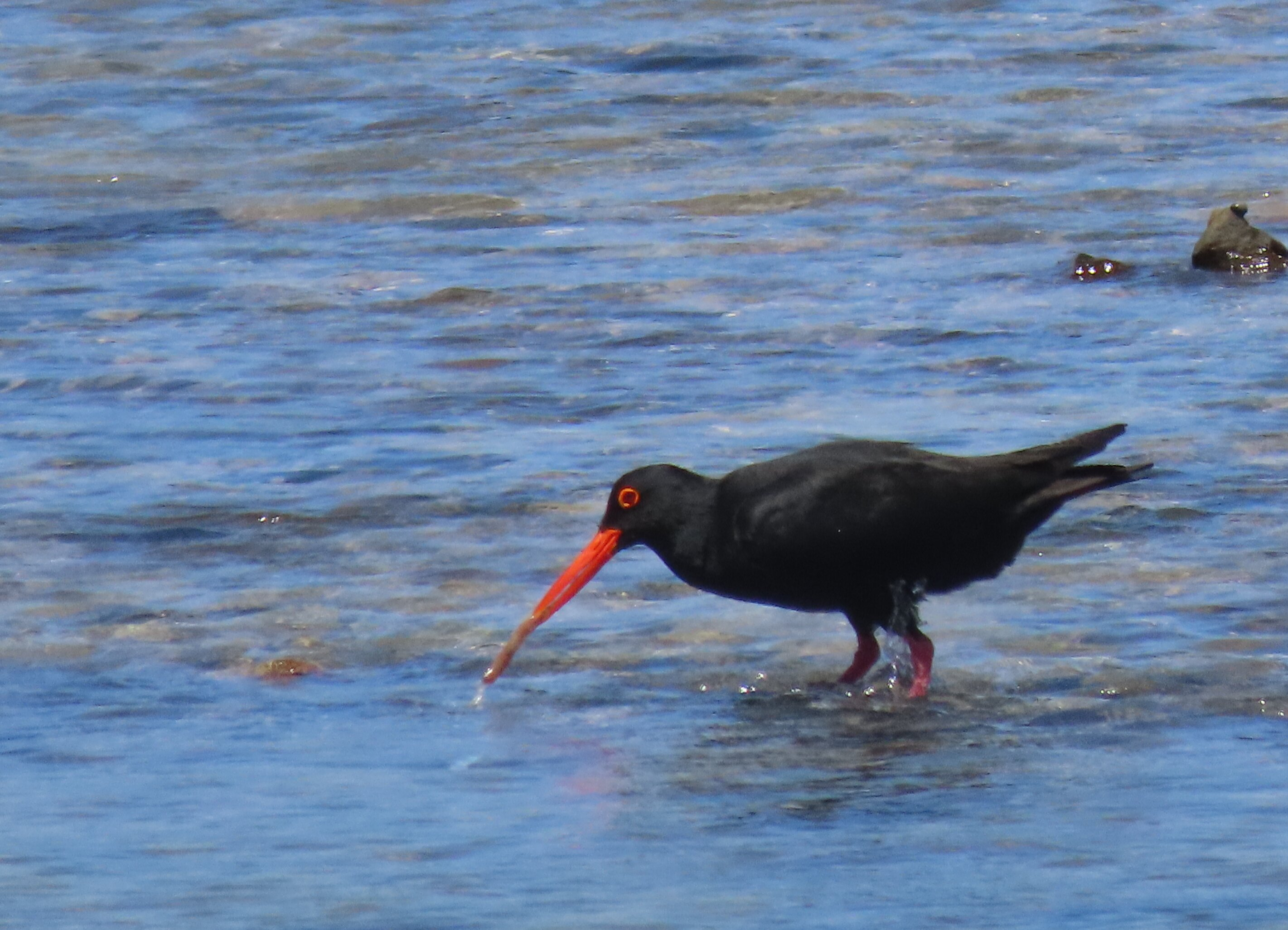
非洲黑蛎鹬在错湾的一处海滩上捕食蠕虫

### 食性
非洲黑蛎鹬主要以贝类为食，亦会捕食蠕虫、甲壳类和螺类。其最主要的猎物是一种原产于地中海的笠螺Scutellastra cochlear。雄鸟和雌鸟的猎物组成略有不同：雄鸟更偏好笠螺，而雌鸟更偏好贻贝。有分析认为这可能是为了避免种内竞争从而能在低潮时于潮间带获取尽可能多的食物。

## 种群现状
目前非洲黑蛎鹬的数量正在缓慢上升。2015年的估算认为彼时存有约6600只非洲黑蛎鹬，其中约三分之二是成鸟。由于有数种原产于地中海的贝类入侵其所栖息地，该鸟的猎物数量有所增加。不过，由于其高峰繁殖季与旅游旺季重合，其种群易受到人类活动的影响。有学者认为游客的旅居车不但破坏其栖息地，还会直接碾碎鸟巢。此外，犬隻和黑背鸥亦会捕食其巢中的鸟蛋和雏鸟。总的来看，由于当地社群对该鸟的保护意识持续上升，且政府有出台法案保护该鸟的栖息地，加之其得利于该地区的外来物种，IUCN将其评为无危。